# Miaoulis (L91)
Le HHelMS Miaoulis (pennant number L91) est un destroyer d'escorte de classe Hunt de type III construit initialement pour la Royal Navy, mais mis en service pour la Marine de guerre hellénique pendant la Seconde Guerre mondiale
Le Miaoulis (grec : ΒΠ Μιαούλης ) a été construit à l'origine pour la Royal Navy britannique sous le nom de HMS Modbury, mais qui n'a jamais été mis en service. Avant son achèvement, il est transféré à la Marine de guerre hellénique et mis en service le 24 mars 1942 sous le nom de HHelMS Miaoulis afin de soulager les lourdes pertes de navires subies par la Marine de guerre hellénique lors de l'invasion allemande de 1941

## Construction
Le Modbury est commandé le 28 juillet 1940 dans le cadre du programme d'urgence de la guerre de 1940 pour le chantier naval de Swan Hunter and Wigham Richardson Ltd. de Wallsend-on-Tyne en Angleterre sous le numéro J4297. La pose de la quille est effectuée le 5 août 1941, le Modbury est transféré à la Marine royale Hellénique le 24 mars 1942 sous le nom de HHelMS Miaoulis. Il est lancé le 13 avril 1942 et mis en service le 25 novembre 1942.
Les navires de classe Hunt sont censés répondre au besoin de la Royal Navy d'avoir un grand nombre de petits navires de type destroyer capables à la fois d'escorter des convois et d'opérer avec la flotte. Les Hunt de type III se distinguent des navires précédents type I et II par l'ajout de 2 tubes lance-torpilles au milieu du navire. Pour compenser le poids des tubes lance-torpilles, seuls 2 supports de canons jumeaux de 4 pouces ont été installés, le canon en position "Y" a été retiré, le projecteur étant déplacé vers le pont arrière de l'abri en conséquence. Les Hunt de type III pouvaient être facilement identifiés car ils avaient une cheminée droite avec un sommet incliné et le mât n'avait pas de râteau. Quatorze d'entre eux ont vu leurs ailerons stabilisateurs retirés (ou non installés en premier lieu) et l'espace utilisé pour le mazout supplémentaire.
Le Hunt type III (comme le type II) mesure 80,54 m de longueur entre perpendiculaires et 85,34 m de longueur hors-tout. Le Maître-bau du navire mesure 9,60 m et le tirant d'eau est de 3,51 m. Le déplacement est de 1070 t standard et de 1510 t à pleine charge.
Deux chaudières Admiralty produisant de la vapeur à 2100 kPa (21 bar) et à 327 °C alimentent des turbines à vapeur à engrenages simples Parsons qui entraînent deux arbres d'hélices, générant 19 000 chevaux (14 000 kW) à 380 tr/min. Cela donne une vitesse de 27 nœuds (50 km/h) au navire. 281 t de carburant sont transportés, ce qui donne un rayon d'action nominale de 2 560 milles marins (4 740 km) (bien qu'en service, son rayon d'action tombe à 1 550 milles marins (2 870 km)).
L'armement principal du navire est de quatre canons de 4 pouces QF Mk XVI (102 mm) à double usage (anti-navire et anti-aérien) sur trois supports doubles, avec un support avant et deux arrière. Un armement antiaérien rapproché supplémentaire est fourni par une monture avec des canons quadruple de 2 livres "pom-pom" MK.VII et trois  canons Oerlikon de 20 mm Mk. III montés dans les ailes du pont,. Jusqu'à 110 charges de profondeur pouvaient être transportées , avec deux goulottes de charge en profondeur et quatre lanceurs de charge en profondeur constituent l'armement anti-sous-marin du navire. Le radar de type 291 et de type 285 sont installés, de même qu'une sonar de type 128,. Le navire avait un effectif de 168 officiers et hommes,.

## Histoire

### Seconde guerre mondiale

#### 1942
Après des essais d'acceptation et sa mise en service, le Miaoulis se rend à Scapa Flow, où il rejoint la Home Fleet, pour continuer à être entièrement équipé.

#### 1943
Le 22 janvier 1943, le Miaoulis participe à l'escorte du convoi KMS8 vers le Moyen-Orient et du convoi KMF8 vers la Méditerranée. L'escorte se compose des croiseurs marchands armés Canton (F97) et Cililia (F54), des destroyers Quadrant (G11) et Relentless (H85), du destroyer d'escort jumeau Adrias (L67) et du sloop français Savorgnan de Brazza. Il se détache du convoi le 30 janvier et retourne à Londonderry.
Le 10 février, le Miaoulis participe à l’escorte du convoi KMF9 vers Gibraltar, et après son arrivée le 22 février, il se détache du convoi pour rejoindre la 5e Flottille de destroyers avec la Mediterranean Fleet (Flotte méditerranéenne), basée à Gibraltar et opère dans la région de la Méditerranée orientale. La composante flottille se compose de navires-jumeaux (sister ship) de la classe Hunt: Aldenham (L22), Beaufort (L14), Belvoir (L32), Croome (L62), Derwent (L83), Dulverton (L63), Haydon (L75), Holcombe (L56), Hursley (L84), Hurworth (L28), Rockwood (L39) et Tetcott (L99). Il participe à des opérations de patrouille, d’escorte de convoi et de soutien de la force à pied en Afrique du Nord. Le avril et 5 mai, dans le cadre de l'opération Retribution, il participe au blocus régional du Cap Bon en Tunisie pour empêcher les navires ennemis d'évacuer les troupes de la délégation africaine de l'Axe en Afrique du Nord.
En juillet, le Miaoulis participe à l'opération Husky, le débarquement allié en Sicile, en Italie. Le 10 juillet, il participe à l’invasion de l'île en tant qu'élément de la Support Force East  (Force de soutien de l'Est), avec également les destroyers grecs Kanaris et Themistoklis.
Après la fin de l'opération, en août, il retourne aux fonctions d'escorte et de patrouille des convois, tout en soutenant les opérations militaires en Sicile et en Italie. Le 9 septembre, le Miaoulis et la flottille sont transférés à Alexandrie en Égypte. Il participe à des campagnes en mer Egée, y compris des plans pour occuper les îles du Dodécane dans la mer Egée,,.
Le 1er octobre, le Miaoulis est affecté avec le Aldenham et le Themistoklis pour des patrouilles d'inerception, mais le plan d'attaque est annulé le lendemain. Le 4 octobre, il part avec le Aldenham et le Rockwood sur le chemin de Limassol sur la côte sud de Chypre, puis le lendemain, avec les croiseurs légers Penelope (97) et Sirius (82) attaquent les intrus ennemis. Alors qu’il patrouille le 9 octobre, il est soumis à un raid aérien de l'ennemi et, le 17 octobre, il se joint de nouveau au Hursley pour intercepter un convoi ennemi, lorsqu'un navire de transport est coulé et qu’un autre est gravement endommagé. Le 18 octobre, il participe au bombardement des positions ennemies sur l’île de Kos. Et les 20 et 26 octobre, il transporte des marchandises jusqu'aux forces stationnées sur l’île de Leros. En raison de l'opération sans le soutien nécessaire de la Force aérienne, le plan d'occupation de l'île échoue. Le Miaoulis participe à un dernier bombardement des îles de Kos et Rhodes, puis escorte l'évacuation des forces restantes vers Alexandrie,,.

#### 1944
Le Miaoulis continue avec sa flottille d’escorte de convoi et d'opérations de patrouille dans la Méditerranée orientale jusqu'au 7 juillet 1944, quand, avec les autres navires de guerre grecs, il est transféré dans la Flottille grecque nouvellement formée. Il participe à des activités qui reprennent les îles de la mer Egée, et contribue à complètement libérer la Grèce dans le cadre de la campagne du Dodécanèse le 10 octobre.
Il sauve le même jour l'équipage du HMS Panther (G41), qui a été attaqué la veille dans le canal de Scarpento par un Junkers Ju 87 Stuka du Sturzkampfgeschwader 3 de la base aérienne de Mégare. Le navire coule en une minute à la position géographique de 35° 48′ N, 27° 36′ E faisant 33 morts.

#### 1945
Le Miaoulis continue à opérer avec la marine grecque comme escorte de convoi et soutient des opérations militaires en Grèce jusqu’à la fin de la guerre en Europe le 5 mai 1945.

### Après-guerre
Le Miaoulis continue à opérer dans les eaux grecques, participant à la guerre civile grecque, jusqu'à ce qu'il retourne en Angleterre le 23 juin 1960.
Le navire est vendu et mis au rebut dans un chantier naval grec le 19 juillet 1961,.